# Profilina
La profilina è una proteina che si lega all'actina, implicata nella ristritturazione e nel processo di "turn-over" del citoscheletro. Si trova nella maggior parte delle cellule di tutti gli organismi eucarioti.
La sua importanza è dovuta alla funzione di controllo (sia spaziale che temporale) della crescita dei microfilamenti di actina, essenziale nel processo del movimento e delle variazioni delle forme cellulari. Più in generale, la ristrutturazione dei filamenti di actina è importante per lo sviluppo degli organi, per la cicatrizzazione delle ferite e per l'azione difensiva delle cellule del sistema immunitario.
La profilina si lega a sequenze proteiche ricche in prolina; numerosi sono i bersagli di legame delle profiline (oltre 50), molti dei quali legati alla regolazione dell'actina, ma alcuni coinvolti nelle attività a livello del nucleo correlate allo splicing dell'mRNA.
Si lega inoltre ad alcune varianti dei fosfolipidi della membrana cellulare, sequestrata in una forma inattiva, da cui può successivamente essere rilasciata grazie all'azione dell'enzima fosfolipasi C.
La profilina è il principale allergene presente nella betulla, nell'erba e in altri pollini.

## Tipi di profiline
- PFN1
- PFN2
- PFN3
- PFN4